# Waterschapsverkiezingen
De waterschapsverkiezingen zijn Nederlandse verkiezingen voor het bestuur van de waterschappen.

## Waterschapsverkiezingen
De waterschapsverkiezingen worden om de vier jaar gehouden. De verkiezingen worden sinds 2015 op dezelfde dag gehouden als de Provinciale Statenverkiezingen.  
Tot 1 juli 2014 werden de waterschapsverkiezingen niet door de Kieswet geregeld, maar door de Waterschapswet. Het waren toen de enige Nederlandse verkiezingen waarbij op afstand gestemd werd via de post. Men kreeg dan een stembiljet toegestuurd via de post dat na het stemmen diende te worden teruggestuurd. In enkele waterschappen is in 1999 geëxperimenteerd met stemmen per post, en in 2004 met stemmen via internet. 

## Geschiedenis
De vertegenwoordiging in het algemeen bestuur van een waterschap was van oudsher gebaseerd op de trits "belang-betaling-zeggenschap".
Vanaf 1978 tot 1995 werd een derde van de zetels ingenomen door hoofdingelanden (algemeen bestuurders) gekozen door eigenaren van ongebouwd onroerend goed; tevens een derde werd ingenomen door hoofdingelanden gekozen door eigenaren gebouwd (huiseigenaren). De resterende hoofdingelanden werden gekozen door gemeenteraden en het bedrijfsleven (bedrijfsgebouwd).
Met de in 1992 ingevoerde Waterschapswet kregen de ingezetenen - de burgers - van elk waterschap voor het eerst direct stemrecht. In 1995 werden voor het eerst waterschapsverkiezingen "nieuwe stijl" gehouden. Onder meer in de Zuid-Hollandse waterschappen gebruikte men in dat jaar nog het indirecte systeem - verkiezing door afgevaardigden van de gemeenteraden. De verkiezingen van 2003 werden een jaar uitgesteld in verband met fusies van de waterschappen. In 2008 vonden voor het eerst landelijke waterschapsverkiezingen plaats.

## Vertegenwoordiging
De meerderheid van de zetels in elk algemeen bestuur wordt gekozen door de ingezetenen.  Daarnaast zijn er ter vertegenwoordiging van de agrarische en andere bedrijfsbelangen en de natuurbelangen de zogenaamde geborgde zetels, voor de categorieën onbebouwd, bedrijfsgebouwd en natuur. De vertegenwoordigers van de bedrijven worden aangewezen door de Land- en Tuinbouworganisatie (LTO) en de Kamer van Koophandel.  De zetels voor de bossen en natuurgebieden werden ingevuld door het Bosschap. Omdat dit bestuursorgaan als bedrijfschap in 2014 wordt opgeheven, is deze taak overgenomen door de nieuwe Vereniging van Bos- en Natuurterreineigenaren (VBNE).  De categorie gebouwd, die huiseigenaren vertegenwoordigde, is bij de verkiezingen van 2008 afgeschaft.

## Personen- en lijstenstelsel
Tot en met de verkiezingen van 2004 stelden kandidaten zich op individuele basis verkiesbaar. Om op de kieslijst te komen, moest een quotum aan steunverklaringen (handtekeningen) gehaald worden binnen het gebied van het waterschap. Vervolgens werd voor de categorie ingezetenen en gebouwd gestemd door de ingezetenen respectievelijk huiseigenaren.
Vanaf de verkiezingen in 2008 worden de kandidatenlijsten opgesteld door partijen. Dit zijn landelijke politieke partijen en speciaal opgerichte waterschapslijsten, een situatie die enigszins vergelijkbaar is met lokale lijsten bij Nederlandse gemeenteraadsverkiezingen. In 2014 werd besloten om de waterschapsverkiezingen via de Kieswet te regelen en ze voortaan op dezelfde dag als de verkiezingen voor de Provinciale Staten te houden. 